# Alireza Faghani
Alireza Faghani (ou عليرضا فغانى en persan) est un arbitre irano-australien de football né le 21 mars 1978. Il officie depuis 2007 et est international depuis 2008.
Faghani a émigré en Australie en septembre 2019 et arbitre désormais en A-League, ainsi qu'en tant qu'arbitre australien lors de tournois internationaux.

## Carrière
Faghani est devenu arbitre FIFA en 2008, un an seulement après avoir officié dans la première division iranienne. Après seulement un an d'expérience internationale, Faghani a dirigé la finale de la Coupe du Président de l'AFC 2009 entre Regar-TadAZ Tursunzoda et Dordoi Bichkek, remportée 2-0 par les hôtes. Un an plus tard, il a de nouveau dirigé une finale de la Challenge Cup de l'AFC 2010.
Il a été désigné comme quatrième arbitre pour le match d'ouverture de la Coupe du monde 2014 entre le Brésil et la Croatie. Il a également arbitré la finale aller de la Ligue des champions de l'AFC 2014 entre Al-Hilal et Western Sydney Wanderers. Il a également été l'un des arbitres de la Coupe d'Asie des nations 2015, arbitrant son premier match dans le Groupe B entre l'Arabie saoudite et la Chine, qui s'est terminé sur un score de 0-1.
Il a été désigné pour arbitrer la finale de la Coupe d'Asie des nations 2015, disputée entre la Corée du Sud et l'Australie. Faghani a arbitré la finale de la Coupe du monde des clubs de la FIFA 2015 entre le Club Atlético River Plate et le FC Barcelone. Il a également arbitré la finale de l'Indian Super League 2016 entre les Kerala Blasters et l'ATK. Faghani a arbitré la finale des Jeux olympiques de 2016 entre le Brésil, pays hôte, et l'Allemagne.
Faghani a arbitré six matches du Championnat d'Indonésie 2017 et deux matches de la Coupe des confédérations 2017 en Russie.
Faghani a été désigné pour arbitrer la Coupe du monde 2018 en Russie. Après la conclusion des huitièmes de finale, il a été annoncé que Faghani était l'un des 17 arbitres qui avaient été sélectionnés pour se voir attribuer des matches pour le reste du tournoi.
Il a également arbitré la finale du Championnat de l'AFF 2018 (en) entre le Viêt Nam et la Malaisie lors du match retour. Le 5 décembre 2018, il a été annoncé que Faghani avait été désigné pour arbitrer la Coupe d'Asie des nations 2019 aux Émirats arabes unis.
En 2019, il a quitté l'Iran avec sa famille pour s'installer en Australie, et il a ensuite été engagé par le Championnat d'Australie pour faire partie du panel des officiels de match à temps plein. Depuis 2023, il figure sur la liste des arbitres internationaux australiens de la FIFA. La décision de Faghani de représenter l'Australie serait liée à son soutien aux manifestations de Mahsa Amini, ce qui a conduit la FFIRI à retirer Faghani de la liste des arbitres iraniens en guise de représailles.